# Nicolae Șteiu
Nicolae Șteiu (n. 5 decembrie 1935, satul Petrești, comuna Mintiu Gherlii, județul Cluj – d. 16 aprilie 2025, Huedin) a fost un istoric și pedagog român, specializat în istoria României și a Transilvaniei, istoria Huedinului, istoria elitelor locale din zona Huedinului și a comunelor înconjurătoare, istoria revoluției pașoptiste în zona de nord a Munților Apuseni, autor al monografiilor mai multor localități transilvănene.

## Biografie
Fiul lui Gavril Ștei și al Mariei (n. Moldovan). A urmat școala primară în satul natal. Frecventează apoi Școala Pedagogică de Băieți din Gherla (1949-1953) și Facultatea de Istorie-Filologie a Universității „Victor Babeș” din Cluj, secția istorie (1953-1957). După terminarea facultății devine  profesor de istorie (1957-1998) și director (1959-1965, 1968-1978) la Școala Medie Mixtă Huedin, devenită Liceul Teoretic „Octavian Goga” din Huedin, unde a parcurs toate gradele didactice, definitivat, gradul II și gradul I (1971). A organizat numeroase cercuri cu elevii, sesiuni de comunicări și a îndrumat diverși elevi la olimpiadele județene și naționale de istorie. În perioada directoratului său a fost extinsă baza materială a liceului din Huedin, cu două corpuri de clădire, pe lângă școala veche și în 1963 cu o nouă clădire, tip 16 săli de clasă și laboratoare. A organizat săpături arheologice la Cetatea Veche-Huedin (1961-1962) și la castrul roman de la Bologa (1964).
Autor și coautor a 35 de cărți și peste 90 de studii și articole publicate în reviste de specialitate de cultură și în volume colective la: Cluj (Făclia, Tribuna, Iancule Mare, Dacia Felix Militaris, Acta Muisei Napocensis; Zalău (Școala Noastră, Caiete Silvane, Acta musei Porolissensis); Iași (Convorbiri literare); Oradea (Roua Cerului, Confederația Eminescu); Timișoara (Tibiscus); Huedin (Glasul; ActivEd), New-York (Origini, Literar Art); Alba Iulia (Țara Moților, Apulum); București (România Literară).

## Lucrări publicate
- De sufletul Iancului, Editura Craiul Munților, Cluj-Napoca 1992
- Protopopul Aurel Munteanu-erou și martir al neamului, Editura Gedo, Cluj-Napoca, 1998
- Leacuri pentru suflet umor moțesc, Editura Gedo, Cluj-Napoca, 1999
- Ioan Teodor Stan-un mare patriot luptător pentru cauza moților, Ed.Dacia Cluj-Napoca, 1999 (colaborare cu Vasile Cristea)
- Mărișel. File de geografie, istorie și folclor. Editura Etape, Sibiu, 2000 (colaborare cu Ioan Mariș)
- Beliș - vatră străbună. Studiu Monografic, Ed.Casa Cărții de Știință, 2002 (colaborare cu Marius Trif)
- Poieni. Spațiu, istorie și spiritualitate. Ed.Casa Cărții de Știință, 2003 (colaborare cu Gheorghe Negru)
- Splendoarea Gilăului.Prezentare monografică.Editura Solis Oradea, 2004 (colaborare cu Claudiu Someșan și Dumitru Sfârlea)
- Fildurile. Frumusețe și artă populară.Editura Caiete Silvane, Zalău, 2007 (colaborare cu Ștefan Bara)
- Bedeciu: satul nostru de suflet. Casa de Editură Dokia, Cluj-Napoca, 2007, 2018 (colaborare cu Ioan Bota)
- Bologa pe treptele istoriei, Casa de Editură Dokia, Cluj-Napoca, 2008 (colaborare cu Alexandru Petruțiu)
- Morlaca-Satul de la poala Măgurii, Casa de Editură Dokia, Cluj-Napoca, 2009
- Huedinul și împrejurimile lui: geografie și istorie locală. Casa de Editură Dokia, 2011 (colaborare cu Livia și Ioan Bota)
- Protopopul Aurel Munteanu-erou și martir al neamului, ediția a doua, Alba Iulia, 2012
- Beliș, frumusețea Apusenilor istorie și tradiții, Ed. Casa Cărții de Știință, 2013 (colaborare cu Cristian-Claudiu Filip)
- Alunișu: satul de sub Horaița Vlădesei, Editura Tradiții Clujene, 2013
- Urme de pași pe cărarea vieții, Alba Iulia, 2016
- Bociu-satul amintirilor Casa de Editură Dokia, 2017 (colaborare cu Adrian Laza)
- Mărișelul la centenarul Marii Uniri, Casa de Editură Dokia, Cluj-Napoca, 2018 (colaborare cu Ioan Mariș)
- Iuriu de Câmpie-icoana sufletului părinților, Casa de Editură Dokia, Cluj-Napoca, 2019 (colaborare cu Adrian Laza și Alexandru Mureșan)
- Ioan Potra, mărturisiri echilibrate, Casa de Editură Dokia, 2019
- Lunca Vișagului-istorie, obiceiuri, tradiții, Casa de Editură Dokia, Cluj-Napoca, 2020 (colaborare cu Adrian Laza și Cristian Pașcalău )
- Hodișu-satul inimilor noastre, Casa de Editură Dokia, Cluj-Napoca, 2021
- Tranișu satul de lângă nori, Casa de Editură Dokia, Cluj-Napoca,2022 (colaborare cu Adrian Laza)
- Natură și istorie condensată prin monumente în satele din  nord-estul Apusenilor, Casa de Editură Dokia, Cluj-Napoca,2023
- Sărbătorile în etnogeneza românească, Referiri la zona Huedin, Alba Iulia, 2024 (colaborare cu Leon Cosma)
- Avram Iancu și luptele de rezistență națională din 1848-1849 în satele dintre Someșul Mic și Valea Iadului (câteva aspecte la 200 de ani de la nașterea eroului), Editura Tradiții Clujene, 2024
- Sacrificiul, între dăruire și trădare, Casa de Editură Dokia, Cluj-Napoca, 2024 (colaborare cu Leon Cosma)
- Scurtă istorie a românilor (pentru tinerii din diaspora românească), Casa de Editură Dokia, Cluj-Napoca, 2024

Reeditări
- Splendoarea Gilăului.Prezentare monografică Editura Solis Oradea, edițiile 2, 3, 4 (2015, 2022, 2023)
- Mărișelul la Centenarul Marii Uniri, Ed. Dokia, 2018 (colaborare cu Ioan Mariș)
- Bedeciu, satul nostru de suflet, Ed.Dokia, 2018 (colaborare cu Ioan Bota)
- Ioan Teodor Stan-un mare patriot luptător pentru cauza moților (colaborare cu Cristian-Claudiu Filip și Tiberiu Groza), Ed.Ecou Transilvan, 2023

## Premii și distincții
- „Diplomă de profesor evidențiat ”(1969);
- „Certificate of Appreciation” (1996);
- „Diplome de Excelență” din partea Inspectoratului Școlar Județean Cluj, a Consiliului Județean Cluj,
- distincții din partea Societății Cultural Patriotice „Avram Iancu” și a Liceului Teoretic „Octavian Goga” din Huedin .
- „Crucea Transilvană” pentru mireni de către IPS Andrei, Arhiepiscopul Vadului Feleacului și Mitropolitul Clujului, Maramureșului și Sălajului, în semn de apreciere pentru bogata activitate didactică și știițifică precum și pentru promovarea valorilor creștine (2021)
- Cetățean de onoare al localităților Huedin (2006), Mărișel (2000), Poieni (2008) și Mănăstireni (2019)